# Новая Обрежа
Новая Обрежа (рум. Obreja Nouă, Обрежа-Ноуэ) — село в Фалештском районе Молдавии. Наряду с селом Старая Обрежа входит в состав коммуны Старая Обрежа.

## География
Село расположено на высоте 174 метров над уровнем моря.

## Население
По данным переписи населения 2004 года, в селе Обрежа-Ноуэ проживает 841 человек (386 мужчин, 455 женщин).
Этнический состав села:
| Национальность | Число жителей | Процентный состав |
| -------------- | ------------- | ----------------- |
| молдаване      | 420           | 49.94             |
| украинцы       | 396           | 47.09             |
| русские        | 25            | 2.97              |
| Всего          | 841           | 100 %             |